# Ewa Adrjanowska
Ewa Adrjanowska, z d. Lesnau (ur. 27 grudnia 1931 w Wejherowie, zm. 28 lipca 2004 tamże) – geograf, pracownik naukowy, prorektor Uniwersytetu Gdańskiego.

## Życiorys

### Przebieg kariery naukowej
Pochodziła z rodziny chłopskiej. Jej rodzicami byli Augustyn (1905–1986) i Katarzyna (1897–1966) z d. Mnich. W 1963 roku ukończyła Wyższą Szkołę Pedagogiczną w Gdańsku. Tytuł zawodowy magistra geografii uzyskała na podstawie pracy „Morfogeneza sandru Piaśnicy”. W roku 1965 została zatrudniona w Katedrze Geografii Ekonomicznej Wyższej Szkoły Ekonomicznej w Sopocie. W 1970 r. uzyskała na Uniwersytecie Warszawskim stopień naukowy doktora na podstawie dysertacji „Struktura przestrzenna powiązań produkcyjnych stoczni wytwórczych województwa gdańskiego”. Od tego samego roku pracowała jako adiunkt w Zakładzie Geografii Ekonomicznej i Politycznej UG. Od 1971 r. pełniła funkcję kierownika tego Zakładu, przemianowanego w 1981 roku na Katedrę Geografii Ekonomicznej. W latach 1975–1978 była prodziekanem Wydziału Biologii i Nauk o Ziemi UG. W 1977 r. uzyskała stopień doktora habilitowanego nauk geograficznych w Instytucie Geografii i Przestrzennego Zagospodarowania PAN w Warszawie na podstawie dysertacji „Morze jako czynnik lokalizacji przemysłu”. W latach 1978–1981 kierowała Instytutem Geografii UG. Od 1985 r. do 1987 r. pełniła funkcję prorektora UG do spraw nauczania. 19 czerwca 1989 roku podniesiona została do godności profesora nauk przyrodniczych. W roku 1997 wyłoniła się z Katedry Geografii Ekonomicznej nowa jednostka organizacyjna Katedra Geografii Rozwoju Regionalnego, w której składzie znalazła się prof. dr hab. Ewa Adrjanowska. W 2002 roku przeszła na emeryturę.
Odbyła staże naukowe: Uniwersytet w Greifswaldzie (Niemcy, 1975), Uniwersytet w Kilonii (Niemcy, 1979); Uniwersytet w Bremie (Niemcy, 1981); Uniwersytet w Utrechcie (Holandia, 1985). Wygłaszała wykłady na uniwersytetach w Amsterdamie, Berlinie, Bratysławie, Bremie, Budapeszcie, Düsseldorfie, Greifswaldzie, Halle, Kilonii, Moskwie, Pradze, Rostoku, Utrechcie oraz w Poczdamie.
Do jej głównych zainteresowań należały zagadnienia związane z geografią ekonomiczną morza, geografią przemysłu i gospodarką przestrzenną. Badaczka koncentrowała się na problematyce przemysłu. Skupiła się nad zagadnieniem czynników i barier rozwoju działalności produkcyjnych zorientowanych na morze. Prowadząc badania naukowe, wskazywała na wzrost znaczenia walorów i zasobów morza w lokalizacji i koncentracji przestrzennej obiektów gospodarczych w morskiej strefie przybrzeżnej, przedstawiała analizy związanych z tym konsekwencji. W swoich badaniach naukowych dążyła do określenia regionotwórczej roli morza. Zajmowała się również strukturą funkcjonalno-przestrzenną aglomeracji portowo-miejskiej Zatoki Gdańskiej.
Prowadziła na Uniwersytecie Gdańskim zajęcia z geografii społeczno-ekonomicznej ogólnej, geografii przemysłu i geografii ekonomicznej. Opracowała i wdrożyła nową specjalizację w zakresie geografii ekonomicznej morza na studiach dziennych UG.
W latach 80. XX wieku, na zlecenie rządu PRL, prowadziła z zespołem badania nad przekształceniami obszaru powstającego Zespołu Energetycznego „Żarnowiec”. Wyniki prac zapobiegły planowania organizacji składowiska odpadów radioaktywnych w rejonie Zatoki Puckiej.

### Działalność dydaktyczna
Wypromowała ponad 260 prac magisterskich na studiach dziennych i zaocznych oraz 3 dysertacje doktorskie (w tym jednego obcokrajowca). Do grona uczniów prof. Ewy Adrjanowskiej należą między innymi dr hab. Mariusz Czepczyński, prof. dr hab. Marek Dutkowski, dr hab. Tomasz Michalski, dr hab. Iwona Sagan.

### Przynależność do organizacji
Należała do: International Geographical Union (Commission on Marine Geography, Commission Cultural Geography in Border oraz Commission on the Coastal Environment); Polskiego Komitetu Naukowego do spraw Międzynarodowej Rady Gospodarki Regionalnej (CIER), Komitetu Nauk Geograficznych PAN, Komitetu Przestrzennego Zagospodarowania Kraju PAN (Komisja Teorii i Metodologii), Komisji do spraw Zagospodarowania Polski Północnej PAN, Komitetu Badań Morza PAN, Gdańskiego Towarzystwa Naukowego, Polskiego Towarzystwa Geograficznego (Komisja Geografii Przemysłu), Rady Naukowej Koszalińskiego Ośrodka Naukowo-Badawczego.

## Odznaczenia i nagrody
Odznaczona została Złotym Krzyżem Zasługi (1973); Krzyżem Kawalerskim Orderu Odrodzenia Polski (1983); Medalem Komisji Edukacji Narodowej (2000), Medalem 30-lecia Polski Ludowej (1974); Złotą Odznaką „Zasłużony Pracownik Morza” (1973); odznakami „Zasłużonym Ziemi Gdańskiej” (1975) i „Za Zasługi dla Gdańska” (1980) oraz odznaką „Za zasługi w rozwoju województwa koszalińskiego” (1980).

## Publikacje
- Przestrzenne powiązania produkcyjne stoczni gdańskich, 1971[17]
- Studium geograficzno-przyrodnicze i ekonomiczne województwa gdańskiego (1974, współautorka)[12]
- Żuławy Wiślane (1976, współautorka)[12]
- Morze jako czynnik lokalizacji przemysłu (1977)[18]
- Pojezierze Kaszubskie (1979, współautorka)[12]
- Ziemia Wejherowska (1980, współautorka)[19]
- Dolina Dolnej Wisły (1982, współautorka)[8]
- Pobrzeże Pomorskie (1984, współautorka)[8]
- Gospodarcze wykorzystanie morza w procesie rozwoju krajów socjalistycznych (pod redakcją)[20]
- Przestrzeń-Gospodarka (1990)[21]